# Mecaphesa imbricata
Mecaphesa imbricata là một loài nhện trong họ Thomisidae.
Loài này thuộc chi Mecaphesa. Mecaphesa imbricata được miêu tả năm 1970 bởi Suman.